# 扁平瓣蜗牛
扁平瓣蜗牛（学名：Platypetasus futtereri）为巴蜗牛科平瓣蜗牛属的动物，是中国的特有物种。分布于甘肃、陕西、山西、河北、山东等地，生活环境为陆地，常栖息于山区谷地较潮湿的灌木草丛中、落叶石块下以及石缝隙中。